# Château d'eau MacGregor de la Canadian Pacific Railway
Le château d'eau MacGregor de la Canadian Pacific Railway (anglais : MacGregor Canadian Pacific Railway Water Tower) est un château d'eau servant à l'alimentation des locomotives à vapeur situé au musée de l'agriculture du Manitoba (en) à North Norfolk. Il a été construit en 1904 pour la gare de MacGregor. Il est l'une des deux châteaux d'eau subsistant des 75 structure construite selon le « plan standard numéro un ». Il a été désigné comme site municipal du patrimoine en 2013 par la municipalité de North Norfolk.

## Histoire
Le château d'eau MacGregor est l'un des 75 châteaux d'eau construit selon le « plan standard numéro un » du Canadien Pacifique. Il a été construit en 1904 près de la gare de MacGregor et était alimenté par gravité à partir du lac Jackson, qui est situé à 25 km à l'ouest de MacGregor. Le réservoir était situé à 7 m de haut et avait une capacité de 182 000 l d'eau. Il servait à l'alimentation des locomotives à vapeur qui avait à grimper l'escarpement du Manitoba (en). 
Il est tombé en désuétude avec l’avènement des locomotives Diesel. Il a servi au Canadien Pacifique jusqu'en 1957. En 1987, il a été déplacé au musée de l'agriculture du Manitoba (en), au sud d'Austin (en). Il a été désigné le 12 avril 2013 comme site municipal du patrimoine par la municipalité de North Norfolk.

## Architecture
Le château d'eau MacGregor est une tour octogonale en bois. Elle est recouverte d'un déclin en cèdre. La tour a une hauteur de 16,5 m.  Si le premier étage de la tour est  un espace libre, le second niveau est un réservoir en cèdre d'une épaisseur de 7 cm d'une capacité de 182 000 l d'eau,. Le réservoir est maintenu dans les airs par des poutres de 41 cm à 6,7 m de hauteur.
Ce revêtement en bois, qui n'est pas structural, servait à isoler le réservoir d'eau du froid hivernal. Si ce recouvrement est courant dans le château d'eau des Prairies du Canadien Pacifique et du Canadien National, il est rare aux États-Unis et dans l'Est du pays. Le modèle des château d'eau des deux compagnie était très similaire. On croit qu'il s'agit du fait que le Canadien Pacifique a collaboré avec le Canadian Northern Railway, un des ancêtres du Canadien National, à la conception du modèle. Malgré son déplacement, il conserve excellente intégrité extérieure et intérieure.